# Droga krajowa 34
Die Droga krajowa 34 (kurz DK34, pol. für ,Nationalstraße 34‘ bzw. ,Landesstraße 34‘) ist eine Landesstraße in Polen. Sie führt in nördlicher Richtung von Świebodzice bis Dobromierz und stellt eine Verbindung zwischen den Landesstraßen 35 und 5 her. Die Gesamtlänge beträgt etwa 10 km.

## Geschichte
Nach der Neuordnung des polnischen Straßennetzes im Jahr 1985 wurde dem heutigen Straßenverlauf die Landesstraße 375, die damals weiter bis Wałbrzych führte, zugeordnet. Mit der Reform der Nummerierung vom 9. Mai 2001 wurde daraus die neue Landesstraße 34.

## Wichtige Ortschaften entlang der Strecke
- Dobromierz
- Świebodzice